# Gerd Jäger (Architekt)

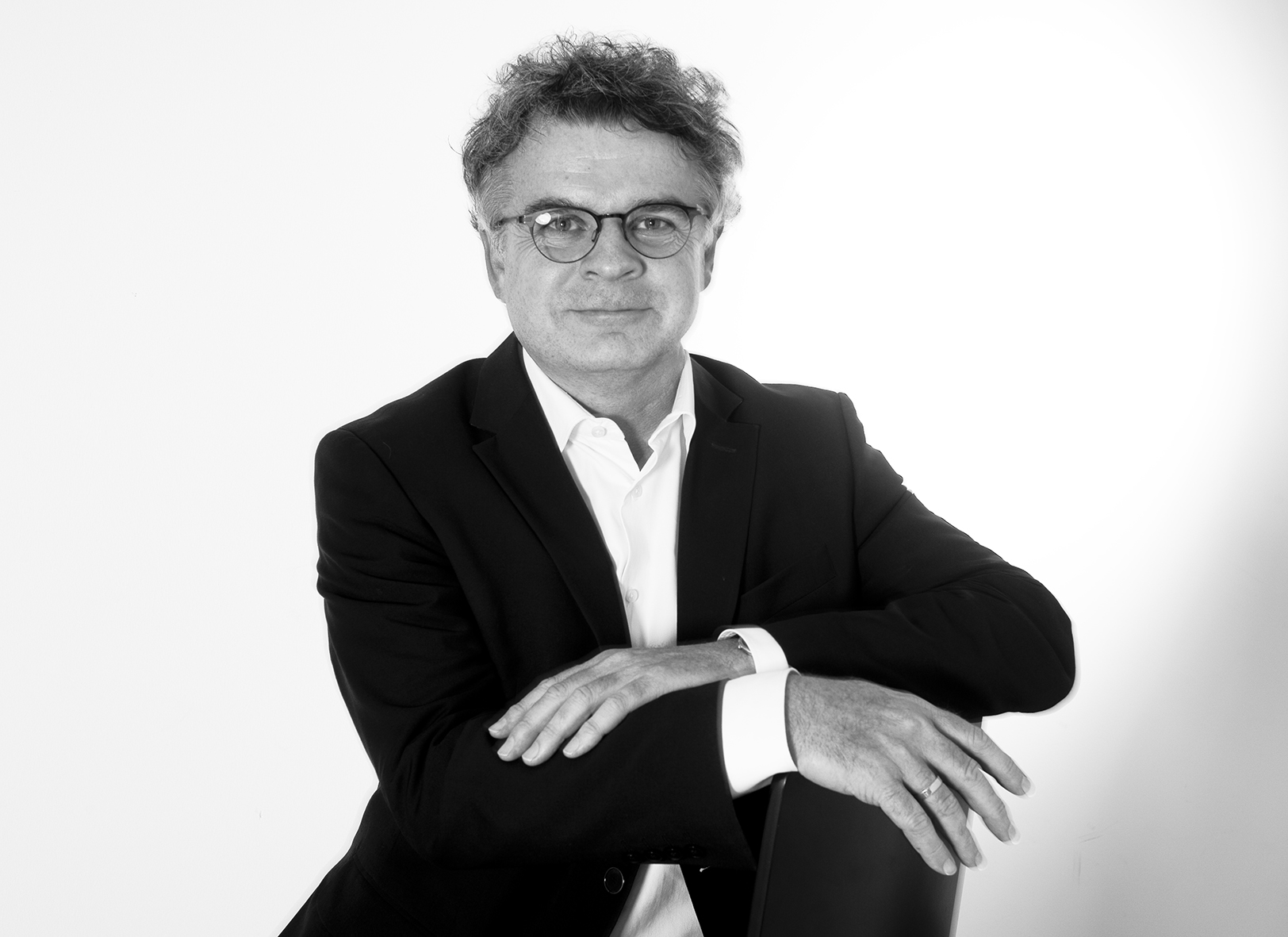
Gerd Jäger (2015)

Gerd Jäger (* 16. August 1961 in Kaiserslautern) ist ein deutscher Architekt, Hochschullehrer und Mitinhaber des international tätigen Büros Baumschlager Eberle Architekten. Seit den frühen 1990er-Jahren ist er insbesondere durch öffentliche Bauaufgaben in den Bereichen Bildung, Sport, Wohnen und Verwaltung hervorgetreten, von denen viele aus erfolgreichen Wettbewerben hervorgingen. Für sein architektonisches Werk wurde er mehrfach ausgezeichnet, unter anderem mit dem BDA-Preis und dem Deutschen Ziegelpreis. Neben seiner praktischen Tätigkeit war er in der Hochschullehre sowie in berufsständischen Gremien und Architektenkammern aktiv. 

## Biografie
Jäger studierte von 1981 bis 1987 Architektur an der Universität Stuttgart. 1985 und 1986 studierte er als Gast an der ETH Zürich.
1987 begann er eine Dissertation über Alvar Aalto, brach sie 1988 ab, zog in die Schweiz und arbeitete dort bei Ammann und Baumann Architekten in Zug. Von 1989 bis 1991 war er Assistent bei Herbert E. Kramel, von 1991 bis 1993 Assistent bei Dietmar Eberle.
2000 bis 2002 arbeitete er als Dozent an der Hochschule Wismar am dortigen Lehrstuhl für Gebäudekunde. Von 2002 bis 2006 war er Ordentlicher Professor für Entwurf, Baukonstruktion und Baubetrieb an der Fachhochschule Kiel. Außerdem war er von 2004 bis 2006 Honorarprofessor für Entwurf und Baukonstruktion am Namibia University of Science and Technology (ehemals Polytechnikum von Namibia) und damit erster Professor für Architektur im neu gegründeten Staat Namibia.
1992 gründete Gerd Jäger ein eigenes Architekturbüro und 2010, zusammen mit Dietmar Eberle, das Architekturbüro BE Berlin. Gerd Jäger ist geschäftsführender Gesellschafter bei Baumschlager Eberle Architekten.
Jäger ist verheiratet, hat vier Kinder und lebt in Berlin.

## Mitgliedschaften und Ehrenamt
Gerd Jäger ist seit 2015 Mitglied der Architektenkammer Berlin und war von 1997 bis 2023 Mitglied des Bundes Deutscher Architekten (BDA) Von 1992 bis 2015 war er Mitglied der Architektenkammer Mecklenburg-Vorpommern, davon von 1999 bis 2005 in deren Vorstand.
Von 1999 bis 2000 war er Mitglied der Ordre des architectes ingenieurs (OAI), Luxembourg. 1998 wurde Gerd Jäger Mitglied des Wettbewerbsausschusses des Architektenkammer M-V, von 1999 bis 2012 war er deren Vorsitzender. Er war von 1999 bis 2007 Mitglied des Arbeitskreises Junger Architektinnen und Architekten (AKJAA). Von 2006 bis 2012 war Jäger Vorsitzender des Vorstandes des BDA, Landesverband Mecklenburg-Vorpommern.

## Auszeichnungen
Zwischen 2000 und 2024 wurde Gerd Jäger mehrfach für seine architektonischen Leistungen ausgezeichnet. Die Ehrungen – darunter mehrere Preise des Bundes Deutscher Architekten sowie der Deutsche Ziegelpreis – betreffen vor allem öffentliche Bauten im Bereich Bildung, Verwaltung und Sport. Sie dokumentieren eine kontinuierliche Auseinandersetzung mit nachhaltiger, kontextbezogener Architektur über mehrere Jahrzehnte hinweg.
- 2000: BDA-Preis Rheinland-Pfalz für die Sporthalle St. Laurentius, Saarburg[13]
- 2007: BDA-Preis Mecklenburg-Vorpommern (Anerkennung) für die Kreisverwaltung Nord-West-Mecklenburg, Grevesmühlen (mit Joachim Brenncke)[14]
- 2010: BDA-Preis Mecklenburg-Vorpommern (Anerkennung) für die Sporthalle Reiferbahn, Schwerin, (mit Brenncke).[15]
- 2024: Deutscher Ziegelpreis für das Verwaltungsgebäude Unionhilfswerk, Berlin[16][17][18]

## Wettbewerbserfolge
Seit Beginn der 1990er-Jahre war Gerd Jäger mit seinen Architekturbüros in zahlreichen nationalen und internationalen Wettbewerbsverfahren erfolgreich. Die nachfolgenden Listen beschränken sich auf erste Preise und beauftragte Projekte, die unter seiner Verantwortung realisiert wurden – zunächst im eigenen Büro jäger jäger, später als geschäftsführender Gesellschafter von Baumschlager Eberle Architekten. Die Bandbreite reicht von Sport- und Bildungseinrichtungen über innerstädtischen Wohnungsbau bis hin zu großmaßstäblichen Quartiersentwicklungen in Deutschland, der Schweiz, Frankreich, Österreich und China.

### Bürojäger jäger
1. Preise und Beauftragungen:
- Sporthalle Dammschule, Wörth am Rhein, 1990[19][20][21];
- Sporthalle Laurentiusschule, Saarburg, 1996[22][23];
- Sport- und Kongresszentrum Lambrechtsgrund, Schwerin, 1998[24]
- Bürgerzentrum Penzlin, 1999[25]
- Haus der Kultur und Bildung, Neubrandenburg, 1999[26]
- St.-Petri-Kirche, Lübeck, 2008[27]
- Bundesgartenschau (BUGA) Schwerin, 2009[28]
- Wohnhaus Buschstraße, Schwerin, 2009
- Neues Wohnen in der Innenstadt, Puschkinstraße, Schwerin, 2014[29]
- Pflegeheim Waisengärten, Schwerin, 2015

### BüroBaumschlager Eberle Architekten, Berlin
1. Preise und Beauftragungen
- the metropolitans, Zürich, CH, 2010[30][31]
- Modellprojekt Möckernkiez, Berlin, 2010[32]
- Smart City, Foshan, CHN, 2011;
- Headquarters der easyCredit-Bank, Nürnberg, 2011[33]
- Kongreßzentrum Bayreuth, 2011[34]
- ZAC, Dieppe, F, 2012
- Wohnbau in Valence, F, 2011[35]
- Stadteingang Scharnhauser Park, Stuttgart, 2012[36][37]
- Wohnquartier Lindenhof, Berlin, 2013[38]
- Lakeside, Klagenfurt, A, 2013[39]
- Strandkai HafenCity, Hamburg, 2014[40]
- Bezirkskrankenhaus Lohr am Main, 2015[41]
- Stiftung Unionhilfswerk, Berlin[42]
- GÜ-Verfahren Wohnquartier Mendelstraße, Berlin, 2015[43]
- GÜ-Verfahren Wohnquartier Ortolfstraße, Berlin, 2015[44]
- Palais Europacity, Berlin, 2015[45]
- Büro- und Geschäftshaus am Opernplatz, Frankfurt am Main, 2016[46]
- Quartier am Rathauspark, Berlin, 2016[47][48]
- View Port I und II, Bremen, 2017[49]
- Rote Kaserne West, Potsdam, 2017[50]
- Schloss Augustenburg, Grötzingen, 2018[51]
- Wohnungsbau Gruner + Jahr, Hamburg, 2018[52]
- LIESE-Q218 Wohnhochhaus, Berlin, 2018[53]
- Carré Nassestraße, Bonn, 2019[54]
- rbb – Digitales Medienhaus und Campusentwicklung, Berlin, 2020[55]
- Waterkant Kiel, Quartiersentwicklung an der Kieler Förde, 2021[56]
- Radsportzentrum Lambrechtsgrund, Schwerin, 2022[57]
- Oberschule „Johannes Gutenberg“, Dresden, 2023[58]
- Neubau Zentralmensa Justus-Liebig-Universität Gießen, 2023[59]
- Neubebauung am Wilhelmsplatz, Bad Cannstatt, 2023[60]

## Ausstellungen
Arbeiten von Gerd Jäger wurden im In- und Ausland ausgestellt, insbesondere in thematischen Kontexten junger deutscher Architektur. Bereits 1992 wurde er bei der Ausstellung „Joventus“ in Buenos Aires gezeigt, später folgten Beiträge zu BDA-Ausstellungen sowie zur AKJAA-Ausstellung im Rahmen des UIA-Weltkongresses 2005 in Istanbul. Die Ausstellungen unterstreichen die internationale Sichtbarkeit und fachliche Rezeption seiner Arbeit.
- Varius, Multiplex, Multiformis, Jóvenes arquitectos europeos en el Museo Nacional de Bellas Artes, Buenos Aires 1992[61]
- BDA-Ausstellung[62]
- AKJAA-Ausstellung im Rahmen des UIA-Kongresses in Istanbul 2005[63]

## Bauten (Auswahl)
Die Auswahl realisierter Bauten umfasst Projekte aus über drei Jahrzehnten, die überwiegend im öffentlichen und genossenschaftlichen Kontext entstanden. Sie spiegeln Jägers langjährige Auseinandersetzung mit architektonischer Angemessenheit, städtebaulicher Einbindung und funktionaler Klarheit wider. Die aufgeführten Gebäude befinden sich unter anderem in Berlin, Hamburg, Schwerin, Saarburg, Zürich und Klagenfurt und entstanden vielfach infolge gewonnener Wettbewerbe.
- Sporthalle Dammschule in Wörth am Rhein, 1991.[64]
- Sporthalle St. Laurentius in Saarburg, 1999[65]
- Kreisverwaltung Nord-West-Mecklenburg in Grevesmühlen, 1999[66]
- Bundesgartenschau in Schwerin, 2009[67]
- Sporthalle an der Reiferbahn in Schwerin, 1999[68][69]
- Domhof in Schwerin, 1995[70]
- Haus Arsenalstraße 19, Schwerin, 2011.
- Sport- und Kongresshalle Lambrechtsgrund in Schwerin, 2009[71]
- Bürgerzentrum in Penzlin, 2005[72]
- Ballsporthalle in Schwerin, 2009[73]
- H 11 in Schwerin, 2011[74]
- Haus der Bildung und Kultur in Neubrandenburg, 2014[75]
- Modellprojekt Möckernkiez in Berlin, 2018[76]
- Wohnensemble Mendelstraße in Berlin, 2018[77]
- Alte Mälzerei in Berlin, 2020[78]
- Wohnhaus Goebenstraße in Berlin, 2021[79]
- Quartier am Rathauspark in Berlin, 2021.[80]
- Verwaltungsgebäude Unionhilfswerk in Berlin, 2021[81]
- LIESE - Q 218 in Berlin, 2022.[82]